# Chronicon Scotorum
Chronicon Scotorum es una crónica medieval de Irlanda. Según Nollaig Ó Muraíle, es «una colección de anales que pertenece al grupo de Clonmacnoise, que cubre un periodo desde la prehistoria hasta 1150 pero con algunas excepciones, más cercanas a los Anales de Tigernach. El texto sobrevive en una copia de Dubhaltach MacFhirbhisigh c.1640 de un ejemplar que ya no existe.»
La copia de MacFhirbhisigh se conservó gracias a su amigo (y posible pupilo) Ruaidhrí Ó Flaithbheartaigh a finales del siglo XVII, pero permaneció en Francia por algún tiempo en la década de 1760 antes de su adquisición por el Trinity College de Dublín en 1776. Fue editado y publicado por William M. Hennessy en 1866, y es uno de los más valiosos anales irlandeses en virtud de sus datos computistas que fueron distorsionados con frecuencia en otras recopilaciones.
Gilla Críst Ua Máel Eóin (Christian Malone), abad de Clonmacnoise, fue asociado con la compilación del texto en 1150; si realmente fue así, el trabajo continuó en algún momento tras su muerte.  De todas formas se desconoce su relación con el Chronicon Scotorum.